# شوآی جیائو

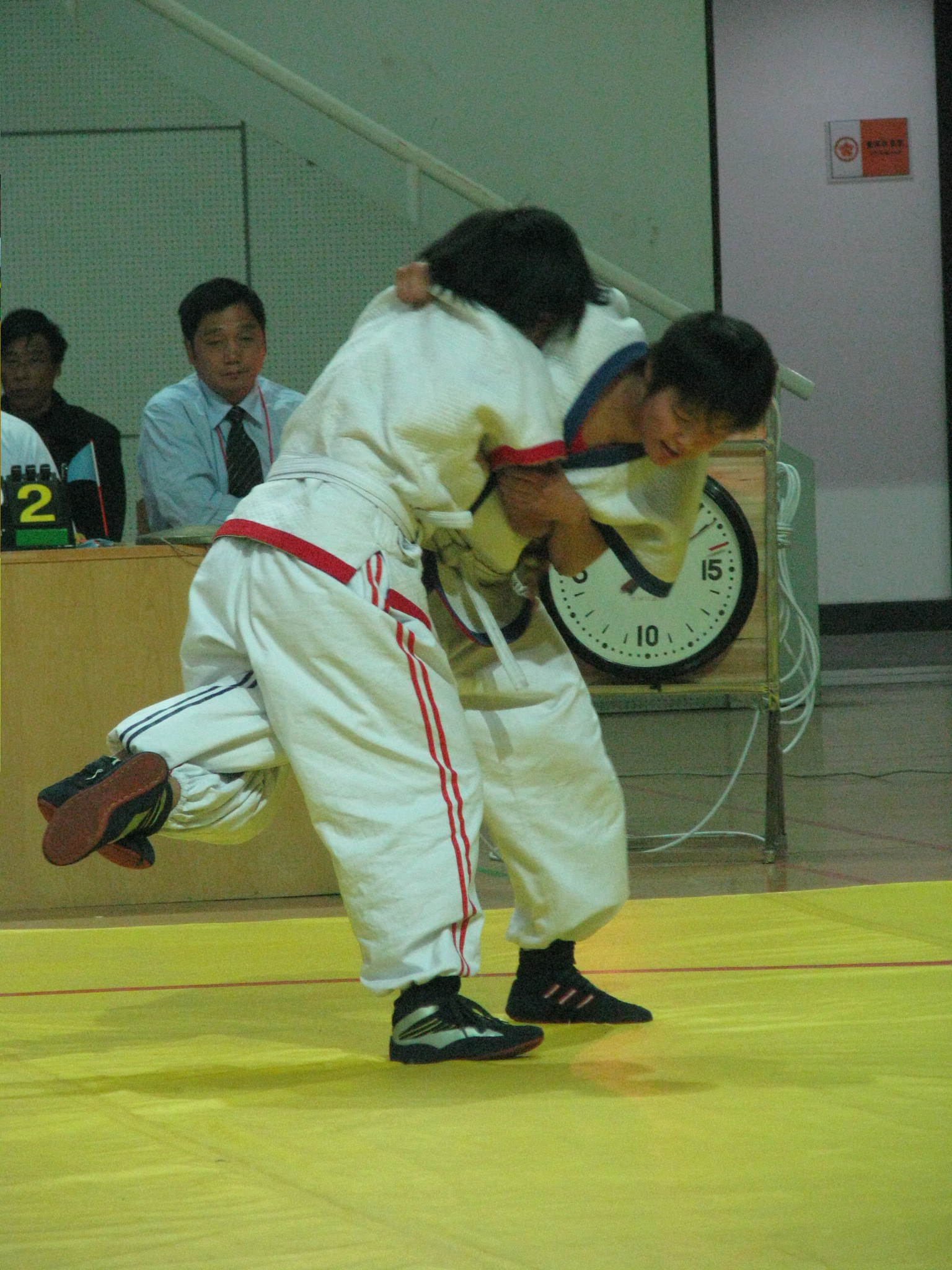
یک مسابقه شوآی جیائو مدرن. یکی از مبارزان سعی می‌کند رقیب خود را «لِنگ» کند.

شوئای جیائو (چینی: 摔跤 or 摔角; پین‌یین: Shuāijiāo; Wade–Giles: Shuai-chiao) اصطلاحی مربوط به یک سبک باستانی کشتی در ووشو است که در پکن، تیانجین و بائودینگ در استان هبی در دشت چین شمالی رواج دارد. این ورزش را شان پو یینگ (善撲营) از نی وو فو (内務府، واحد مدیریت داخلی اداره خانوار امپراتوری) تدوین کرد. در بازی‌های مدرن این ورزش، چه در داخل و چه در خارج از چین، همچنان از اصطلاح‌های چینی ماندارین برای هر شکلی از کشتی مذکور استفاده می‌شود. شوئای جیائو به عنوان یک نام عمومی، ممکن است شامل سبک‌های مختلفی از کشتی سنتی در چین باشد که در قالب یک سیستم هنرهای رزمی یا یک ورزش واحد انجام می‌شوند. این هنر پس از ۱۹۱۱ میلادی، در دوره جمهوری چین، به مناطق جنوب چین نیز معرفی شد.

## تاریخچه

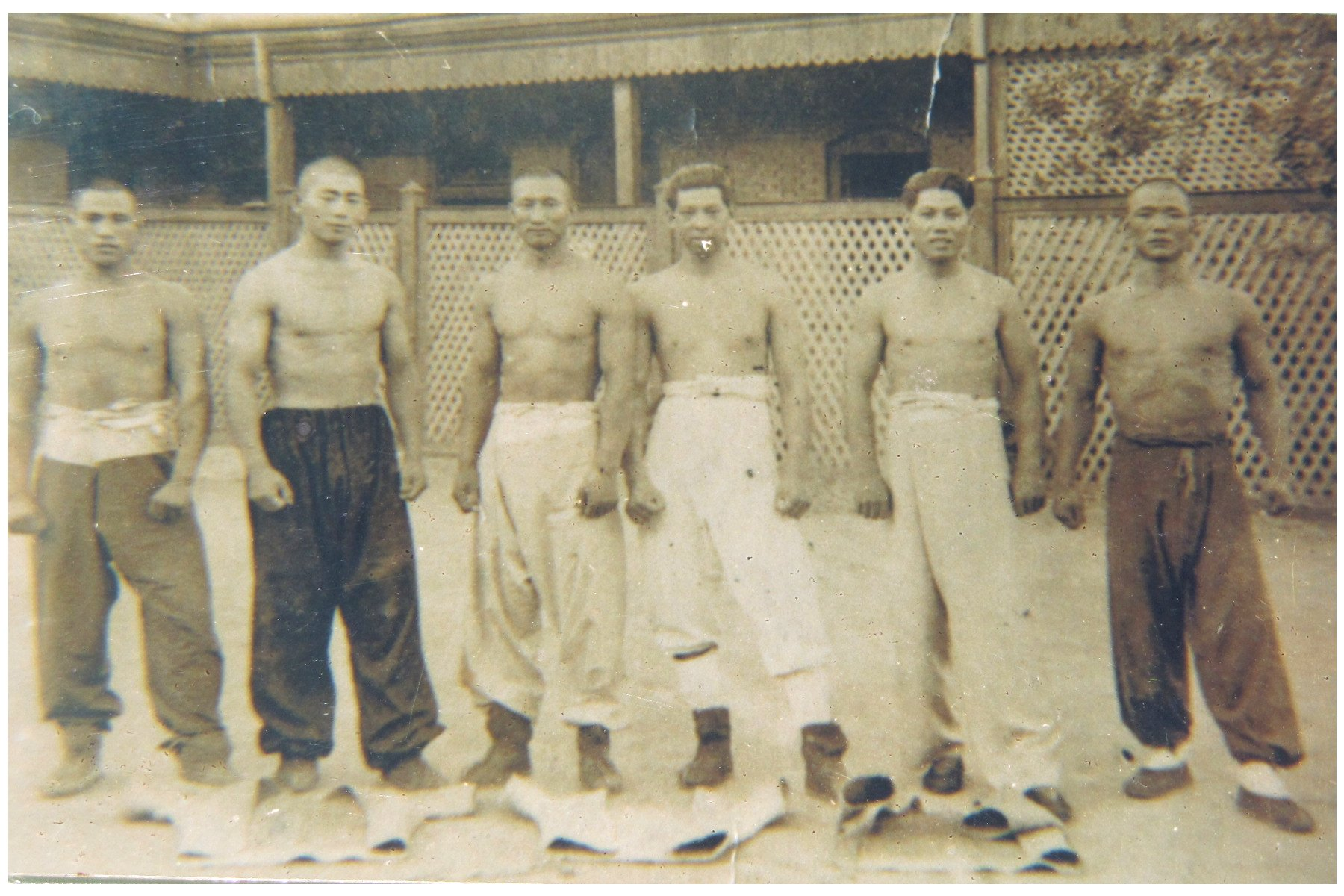
شش استاد شوآی جیائو در تیانجین، ۱۹۳۰ میلادی.

اولین اصطلاح چینی برای ورزش کشتی، جیائودی (چینی: 角抵; پین‌یین: jǐaodǐ; ت.ت. 'شاخ زدن')، به بیش از ۶۰۰۰ سال پیش بازمی‌گردد و این واژه به یک سبک باستانی کونگ فو نظامی اشاره دارد که در آن سربازان کلاه شاخداری بر سر می‌گذاشتند که با آن سعی می‌کردند دشمنان خود را بنشانند، پرتاب کنند و شکست دهند. افسانه‌های باستانی چینی در مورد خدای افسانه ای امپراتور زرد صحبت می‌کنند که به سربازانی که از این تکنیک‌ها استفاده می‌کردند، فرمان می‌راند. در اعصار بعد، جوانان بدون کلاه، بازی مشابهی را انجام می‌دادند و از مسابقه میان گاوهای اهلی تقلید می‌کردند. جیائودی به عنوان منشأ اصلی کشتی چینی و دیگر اشکال هنرهای رزمی در چین توصیف شده است.

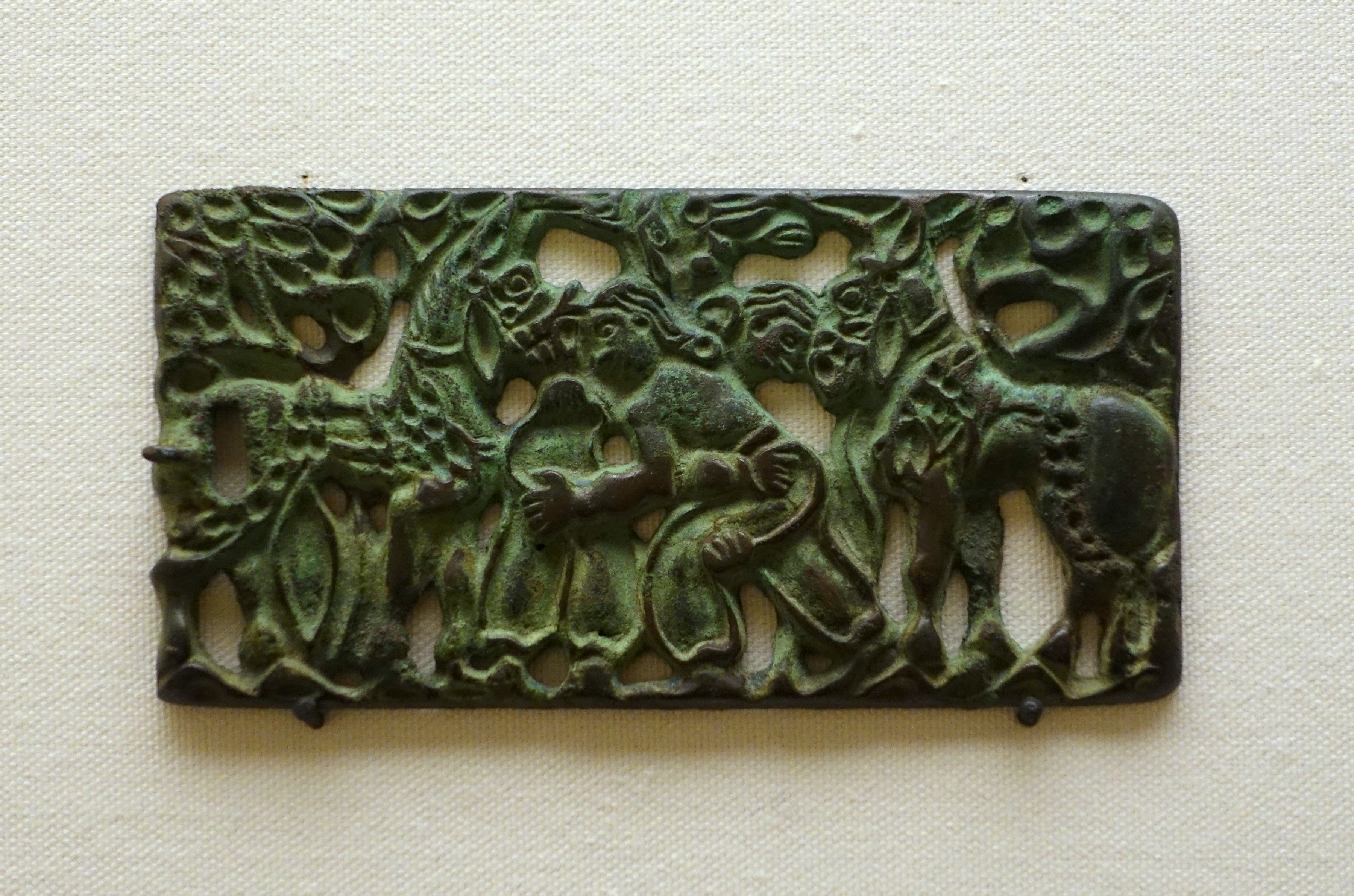
پلاک کمربند فرهنگ باستانی اردووس، که نشان دهنده دو سوار پیاده درگیر مسابقه کشتی است، حدود قرن دوم قبل از میلاد ساخته شده.

جیائو لی اولین بار در کتاب باستانی لی چی در زمان سلسله ژو نام برده شد. جیائو لی تکنیک‌های پرتاب را با ضربه زدن، قفل کردن، قفل مفصل و حمله به نقاط فشار آموزش می‌داد. این تمرین‌ها در زمستان توسط سربازانی که تیراندازی با کمان نیز تمرین می‌کردند و استراتژی نظامی را مطالعه می‌کردند، انجام می‌شد.
جیائو لی در نهایت به یک ورزش عمومی تبدیل شد که برای سرگرمی در دربار و همچنین برای استخدام بهترین مبارزان برگزار می‌گردید. رقبا برای پاداش احتمالی استخدام به عنوان محافظ شخصی امپراتور یا مربی هنرهای رزمی در ارتش امپراتوری، روی یک سکوی بلند به نام " لِی تای " با یکدیگر کشتی می‌گرفتند. جیائو لی در طی قرن‌ها به سربازان چینی آموزش داده می‌شد و محبوبیت آن در میان ارتش تأثیر آن را بر هنرهای رزمی متأخر چینی تا پایان سلسله چینگ تضمین کرد.

### سلسله چینگ و جمهوری خواهان
فرمانروایان مانچوی سلسله چینگ از کشتی سنتی لذت می‌بردند. در سلسله چینگ، کشتی با نام‌های لیائوجیائو، گوانجیائو، بوکو و جوئلی/جیائولی نامیده می‌شد. گزارش شده است که امپراتور کانگ‌شی جایی به نام شانپویینگ (مانچو: buku kifu kvwaran) را تأسیس کرده بود. این مؤسسه به آموزش کشتی‌گیران اختصاص داشت. این کمپ در پکن قرار داشت و ۳۰۰ عضو داشت که ۵۰ نفر کماندار، ۵۰ سوارکار و ۲۰۰ نفر دیگر کشتی‌گیر بودند. اردوگاه به دو جناح چپ و راست تقسیم می‌شد. هر یک از جناح‌ها توسط یک فرمانده متفاوت هدایت می‌شدند، که هر دو به همان Zongtong Dachen (總統大臣؛ "رییس جمهور") پاسخگو بودند. یوهوان می‌نویسد، هدف احتمالی این تقسیم اردوگاه، تحریک رقابت بین دو جناح بود تا کشتی‌گیران همیشه در فضایی رقابتی به سر برند. اعضای آن که پوهو (یا بوکو در زبان مانچو) نیز نامیده می‌شدند، انتظار می‌رفت که وظایف مختلفی مانند نگهبانی امپراتور و کشتی گرفتن با خراج‌آوران آسیای مرکزی را بر عهده بگیرند.
کشتی گیران جدای از کار معمولی خود، می‌توانستند با دریافت پاداش از امپراتور با انجام وظایف اضافی مانند اجرای ضیافت‌ها و همراهی امپراتور در مراسم شکار معروف به مولان یا باتوم، درآمد کسب کنند. امپراتورهای چینگ برای برگزاری این رویداد به چنگده، آن سوی دیوار بزرگ می‌رفتند. در این چنین مراسمی، میراث مردمان اوراسیایی مانچو جشن گرفته می‌شد و از رعایای اوراسیا درونی و مانچو، عمدتاً اربابان مغول، ترک و تبتی دعوت می‌شد تا در جشن‌ها به خان بزرگ بپیوندند. ژائو یی گزارش می‌دهد که شکار مولان به‌طور مکرر سازماندهی می‌شد تا «تمام مغول‌ها را تحت سلطه خود درآورند، تا آنها را از قدرت [ما] بترسانند و به برتری [ما] احترام بگذارند، [با] سرکوب کردن سر و تسلیم کردن آن‌ها به طوری که جرات نیت [بد] نکنند».
پس از سقوط سلسله چینگ، بسیاری از اعضای سابق شانپویینگ مجبور شدند به کار آموزش کشتی مشغول شوند یا با شغل‌های عمومی در خیابان‌ها امرار معاش کنند. یکی از این افراد مولد کشتی پکن، مربی شانپویینگ معروف به وان بای (宛八爷) یا وان یونگشون (宛永顺) بود. وان یونگشون بنیانگذار مکتب کشتی تیانکیائو بود که یک مدرسه کشتی برجسته در پکن بود که محبوبیت زیادی پیدا کرد. این نوع کشتی منحصر به فرد بود، زیرا ترکیبی بود بین هنر نمایش کمدی شیانگ‌شنگ (相声؛ تلاقی) و کشتی، و شکلی از هنر کشتی نمایشی کمدی به نام wuxiangsheng (武相声؛ تلاقی رزمی) را ایجاد کرد.
کشتی از طریق ما لیانگ، که اولین کتابچه راهنمای کشتی را در چین نوشت، به مؤسسه مرکزی گووشو راه یافت. شوآی جیائو از این پس در سال ۱۹۱۷ میلادی، از طریق کتابچه راهنمای ژونگهوآ شین ووشو (中華新武術؛ هنرهای رزمی جدید چینی) نوشته ما لیانگ، که توسط بخش آموزشی دولت جمهوری‌خواه منتشر شد، رسمیت یافت. این سبک رسمی از سال ۱۹۲۸ میلادی در مدارس چین تدریس می‌شود.
اصطلاح «شوآی جیائو» توسط مؤسسه مرکزی گووشو در سال ۱۹۲۸ میلادی، زمانی که قوانین رقابت استاندارد شدند، انتخاب شد. پس از آن، اولین مسابقه چینی شوآی جیائو در سال ۱۹۳۵ برگزار شد. این هنر همچنان در آکادمی‌های پلیس و دانشگاه نظامی چین تدریس می‌شود.